# Pusztahencse
Pusztahencse is een plaats (község) en gemeente in het Hongaarse comitaat Tolna. Pusztahencse telt 1084 inwoners (2001).